# Vi sitter i Ventrilo och spelar DotA
『Vi sitter i Ventrilo och spelar DotA』(ヴィ・スィッタ・イ・ヴェントリロ・オッ・スペーラー・ドータ)は、2006年10月3日に発売されたベースハンターのシングルである。題名を日本語に訳すと、「僕らはヴェントリロに座り、ドータをプレイする」となる。同年9月に発売されたアルバムLOL (^^,)からシングルカットされた。

## 概要
映像も制作され、そこでは数人の若者がヘッドホンを付けながらコンピュータ画面に集中し、DotA Allstarsに熱中している様子が描かれている。冒頭にベースハンターの母親らしき人物も登場した。